# Hyles euphorbiae
Hyles euphorbiae é uma espécie de insetos lepidópteros, mais especificamente de traças, pertencente à família Sphingidae.
A autoridade científica da espécie é Linnaeus, tendo sido descrita no ano de 1758.
Trata-se de uma espécie presente no território português.

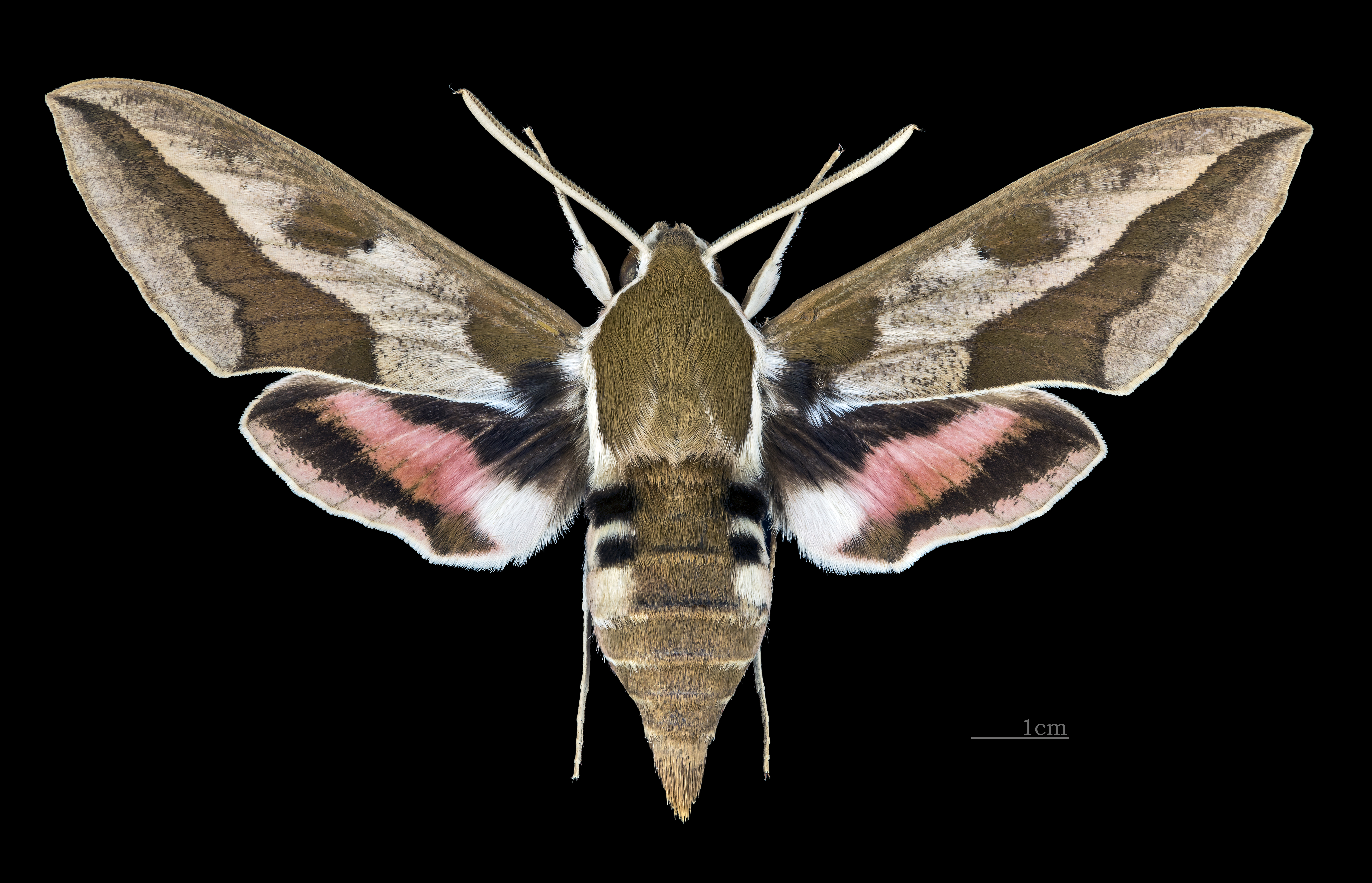
Hyles euphorbiae ♂
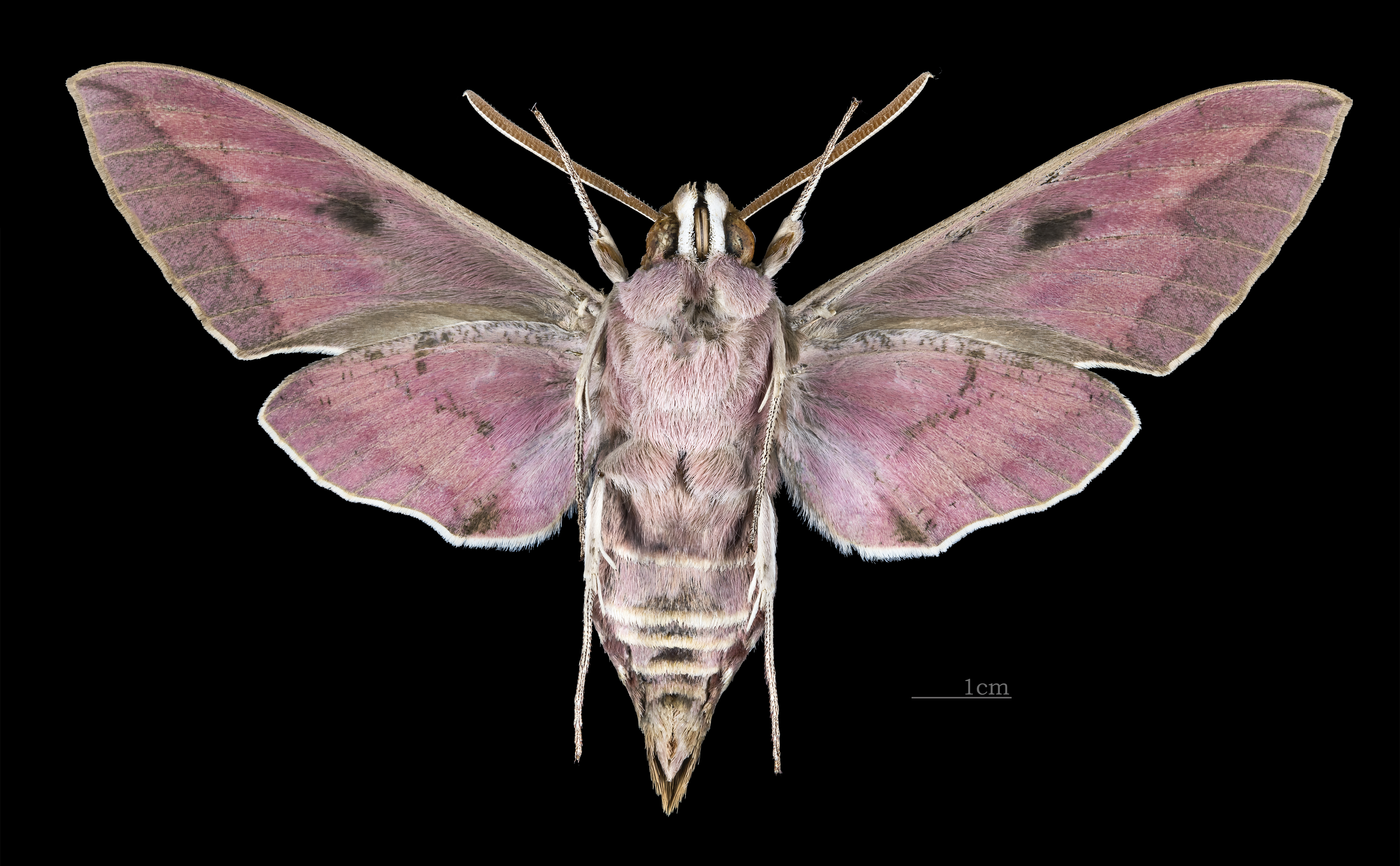
Hyles euphorbiae ♂  △